# Walks like Rihanna
Walks like Rihanna è un singolo del gruppo musicale britannico The Wanted, pubblicato il 10 maggio 2013 come terzo estratto dal terzo album in studio Word of Mouth.
Il titolo della canzone fa riferimento alla popolare cantante barbadiana Rihanna.

## Video musicale
Il videoclip, pubblicato il 7 maggio 2013, è una parodia di tre video di altrettante boy band: Bye Bye Bye degli 'N Sync, I Want It That Way dei Backstreet Boys e Back for Good dei Take That.

## Tracce
- Download digitale[2]

1. Walks like Rihanna – 3:22

- Download digitale - remix

1. Walks like Rihanna (7th Heaven Radio Edit) – 3:44
2. Walks like Rihanna (Liam Mercier Remix) – 4:08

- CD singolo[3]

1. Walks like Rihanna – 3:22
2. Walks like Rihanna (7th Heaven Club Mix) – 6:41
3. Walks like Rihanna (Denim Colla & M-X Mix) – 5:20
4. Drunk on Love – 3:23 (Tom Parker, Jack McManus, Harry Sommerdahl)
5. Walks like Rihanna (Karaoke Version) – 3:22

## Classifiche
| Classifica (2013) | Posizione più alta |
| ----------------- | ------------------ |
| Belgio            | 3                  |
| Irlanda           | 3                  |
| Scozia            | 2                  |
| Regno Unito       | 4                  |